# 九節木鍊介殼蟲
九節木鍊介殼蟲（学名：Asterolecanium psychotriae）为鏈介殼蟲科鍊介殼蟲屬下的一个种。